# Tajemsari
Tajemsari is een bestuurslaag in het regentschap Grobogan van de provincie Midden-Java, Indonesië. Tajemsari telt 2634 inwoners (volkstelling 2010).